# Sofortschmelzpunkt
Die Bestimmung des Sofortschmelzpunktes ist eine physikalische Analysemethode zur Charakterisierung von Feststoffen (z. B. Arzneistoffe) im pharmazeutischen Labor. Die Methode basiert auf einer besonderen Bestimmungsmethodik der Ermittlung der Temperaturen {\displaystyle T_{1}} und {\displaystyle T_{2}}. Er errechnet sich nach der Formel:
{\displaystyle {\text{Sofortschmelzpunkt}}={\frac {T_{1}+T_{2}}{2}}}

## Messapparatur
Die Messapparatur besteht aus einem Metallblock (z. B. aus Messing) mit guter Wärmeleitfähigkeit und einer ebenen, polierten Oberfläche. Der Block wird mit einem regulierbaren Gasbrenner oder einem elektrischen Heizgerät erhitzt. Er hat eine zylindrische Bohrung, die gerade weit genug ist, um ein Quecksilberthermometer einzuführen. Die zylindrische Bohrung ist parallel zu der polierten Oberfläche im Abstand von etwa 3 mm positioniert.

## Ausführung
Der Metallblock wird zügig auf eine Temperatur gebracht, die etwa 10 °C unterhalb der zu erwartenden Schmelztemperatur liegt. Dann wird mit etwa 1 °C pro Minute weiter erhitzt. In regelmäßigen zeitlichen Abständen werden einige Teilchen der zu untersuchenden pulverisierten Substanz in der Nähe des Quecksilbergefäßes des Thermometers auf die polierte Oberfläche gestreut. Nach jedem Aufstreuen wird die Oberfläche gereinigt. Wenn die Substanz zum ersten Mal sofort schmilzt, sobald sie die Metall-Oberfläche berührt, ist die Temperatur {\displaystyle T_{1}} erreicht. Dann wird das Aufheizen beendet. Beim Abkühlen werden in regelmäßigen zeitlichen Abständen erneut Teilchen der zu untersuchenden Substanz auf den Block gestreut, wobei die polierte Oberfläche nach jedem Aufstreuen gereinigt wird. Sobald die Substanz aufhört sofort zu schmelzen, wird die Temperatur {\displaystyle T_{2}} abgelesen.